# 부산 국청사 금정산성승장인
부산 국청사 금정산성승장인(釜山 國淸寺 金井山城僧將印)은 부산광역시 금정구 금성동 국청사에 있는 0의 승장인이다. 2008년 9월 11일 부산광역시의 문화재자료 제44호로 지정되었다.

## 개요
국청사는 신라시대부터 있던 절이지만 절 이름은 알 수 없고, 다만 숙종 29년(1703) 산성 수축 후 개방수호의 의미로 국청사라 칭하고 사우(寺宇)를 크게 중건하였다. 주로 승당(僧堂)이나 선당(禪堂) 등 승려의 거처가 많이 건립되었으며, 전체가 거의 100간 규모였다. 금정산성승장인은 이러한 배경 아래서 승병의 통솔 및 관할을 위하여 제작된 것으로 보인다.
≪경국대전≫ <예전 용인조(用印條)>에 의하면 모든 관리는 질품에 따라 크기가 다른 인식을 사용하였는데, 참상관 이상의 품관은 정방형 인장, 차하관이나 토관(土官)은 장방형으로 되어 있다. 승장인도 토관의 예에 준해 장방형의 인장이다.
인장 전체가 유제로 손잡이 부분과 함께 한 틀에 주조되어 있는 이 인장은 예서로「금정산성승장인(金井山城僧將印)」이라는 7자를 새겼는데, 향좌에 종서(縱書)로 금정산성(金井山城) 4자, 향우에 승장인(僧將印) 3자가 새겨져되어 있으며, 또한 윗면에는 음각으로 ‘상(上)’이라는 글자를 새겨 놓았다.
국청사 유제 금정산성승장인은 국청사의 성격과 금정산성의 승병 관계를 실증적으로 알려주는 소중한 자료이다.

## 참고 문헌
- 국청사금정산성승장인 - 국가유산청 국가유산포털